# Isentalerbach
Der Isentalerbach – im Oberlauf auch Saleebach (Mundart Bim Salebach) – im Unterlauf auch Isitaler Bach (Mundart Dr Isitalerbach) oder Isleter Bach (Mundart Dr Isleterbach) – ist ein rund 13 Kilometer langer Zufluss zum Urnersee, dem Südteil des Vierwaldstättersees im Schweizer Kanton Uri in den Urner Alpen. Er durchfliesst das Grosstal, das nach der Einmündung des Chlitalerbachs (beim Wasserkraftwerk Kleintal) Isental genannt wird und entwässert dabei ein Gebiet von rund 60 Quadratkilometern.

## Geographie

### Verlauf
Der Isentalerbach entspringt als Abfluss des Blüemlisalpfirns westlich des Uri Rotstocks in der Nähe der Gitschenhörelihütte auf etwa 2274 m ü. M. Noch bevor der Bach den Talboden des Grosstals bei der Hüttenegg erreicht, nimmt er weitere Quellbäche aus dem Schlossfirn östlich des Engelberger Rotstocks, von den Westhängen des Uri Rotstocks und des Schlieren sowie von den Ostflanken des Chaiserstuels und des Ruchstocks auf.
Der Bach fliesst danach einige Kilometer lang in ungefähr nördlicher Richtung und erreicht St. Jakob, wo von links der Sulztalerbach und der Lauwelibach münden, und beschreibt dann einen Bogen nach Osten, bis er das Dorf Isenthal erreicht. Hier mündet mit dem von rechts kommenden Chlitalerbach der längste Zufluss des Isentalerbachs. Unmittelbar danach wird der Bach von einem Kraftwerk zu einem kleinen Stausee gestaut.
Anschliessend fliesst der Bach weiter gegen Osten, durchfliesst ein steiles Tobel und mündet bei Isleten in einem kleinen Delta als linker Zufluss in den Vierwaldstättersee. Das Kiesdelta ist im Sommer ein beliebter Platz zum Baden und Windsurfen.

### Einzugsgebiet
Das 59,7 km² grosse Einzugsgebiet des Isentalerbachs liegt in den Urner Alpen und wird durch ihn über die Reuss, die Aare und den Rhein zur Nordsee entwässert.
Es besteht zu 26,8 % aus bestockter Fläche, zu 27,2 % aus Landwirtschaftsfläche, zu 0,8 % aus Siedlungsfläche und zu 45,2 % aus unproduktiven Flächen.
Die Flächenverteilung
Die höchste Erhebung ist der Brunnistock mit einer Höhe von 2952 m ü. M. im Südwesten des Einzugsgebietes. Die mittlere Höhe beträgt 1762,1 m ü. M., die minimale Höhe liegt bei 438 m ü. M.

### Zuflüsse
- Schlossfirnbach (links), 1,6 km, 2,07 km²
- Bösbodenbach (links), 1,5 km
- Oberalp Bach (links), 4,3 km, 8,12 km², 0,64 m³/s
- Salibach (rechts), 1,0 km, 0,59 km²
- Hinter Lindtal(bach) (links), 1,3 km
- Vorder Lindtal(bach) (links), 1,0 km
- Grosswald Bach (rechts), 0,6 km
- Wyssenbergtobel(bach) (links), 0,9 km
- Rickital(bach) (rechts), 1,7 km
- Hinter Steinbodentöbeli(bach) (links), 1,0 km
- Vorder Steinbodentöbeli(bach) (links), 0,6 km
- Gibelzug (links), 0,7 km
- Vorder Zingeltobel(bach) (rechts), 1,1 km
- Hinter Rappeneggtobel(bach) (rechts), 1,2 km
- Sulztaler Bach (links), 4,6 km, 7,46 km², 0,51 m³/s
- Lauwelitaler Bach (links), 3,8 km, 3,45 km²
- Schweigmatt(bach) (rechts), 0,9 km
- Hinter Seikbergtobel(bach) (rechts), 1,7 km
- Sättelital(bach) (links), 1,3 km
- Bodmital(bach) (links), 1,6 km
- Vorder Seikbergtobel(bach) (rechts), 1,8 km, 0,67 km²
- Schluchentöbeli(bach) (links), 0,5 km
- Chämmental(bach) (links), 1,5 km
- Neientobel(bach) (links), 1,1 km
- Fernentobel(bach) (links), 1,2 km
- Schoosstobel(bach) (links), 1,7 km, 0,79 km²
- Wissgand (links), 1,5 km
- Weidtöbeli(bach) (links), 1,3 km
- Chalchertöbeli(bach), (links), 0,6 km
- Ruesstal(bach) (rechts), 0,8 km
- Chlitaler Bach (rechts), 5,3 km, 12,35 km², 0,84 m³/s
- Chilental(Bach) (links), 0,9 km
- Güllenzugtöbeli(bach) (rechts), 0,7 km
- Schattigmatttal(bach) (rechts), 1,0 km
- Hinter Bieltal(bach) (rechts), 0,6 km
- Heissrütitöbeli(bach) (links), 0,5 km

## Hydrologie
Bei der Mündung des Isentalerbachs in den Vierwaldstättersee beträgt seine modellierte mittlere Abflussmenge (MQ) 4,08 m³/s. Sein Abflussregimetyp ist nival alpin, und seine Abflussvariabilität beträgt 18.

## Galerie

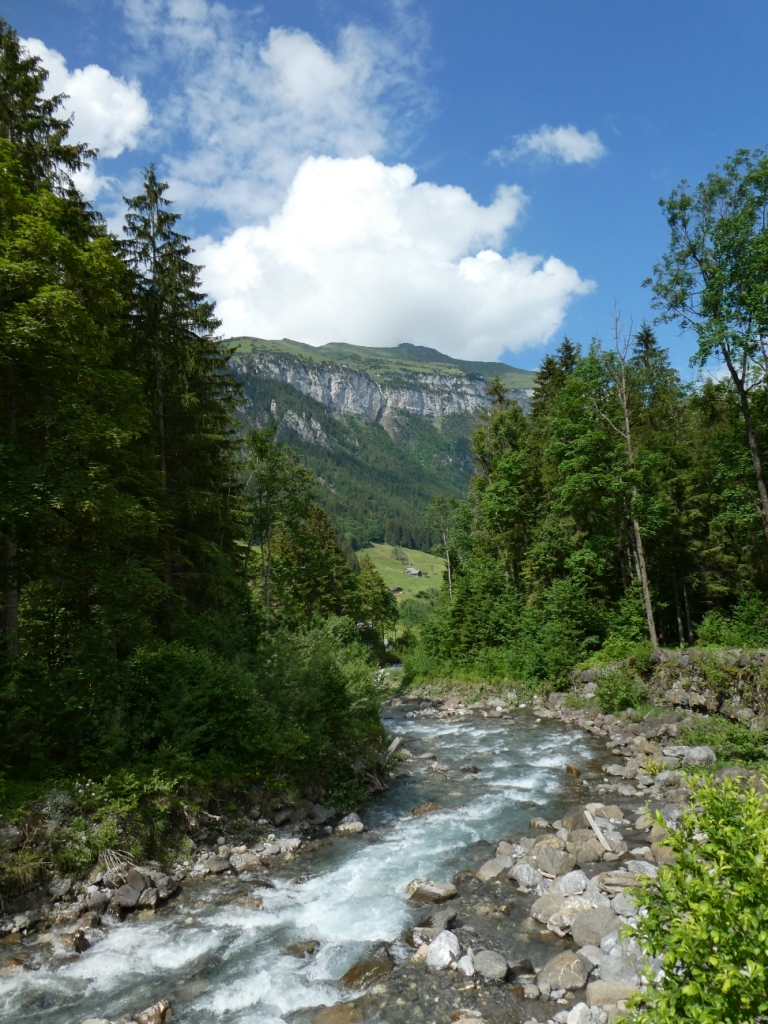
Isentalerbach
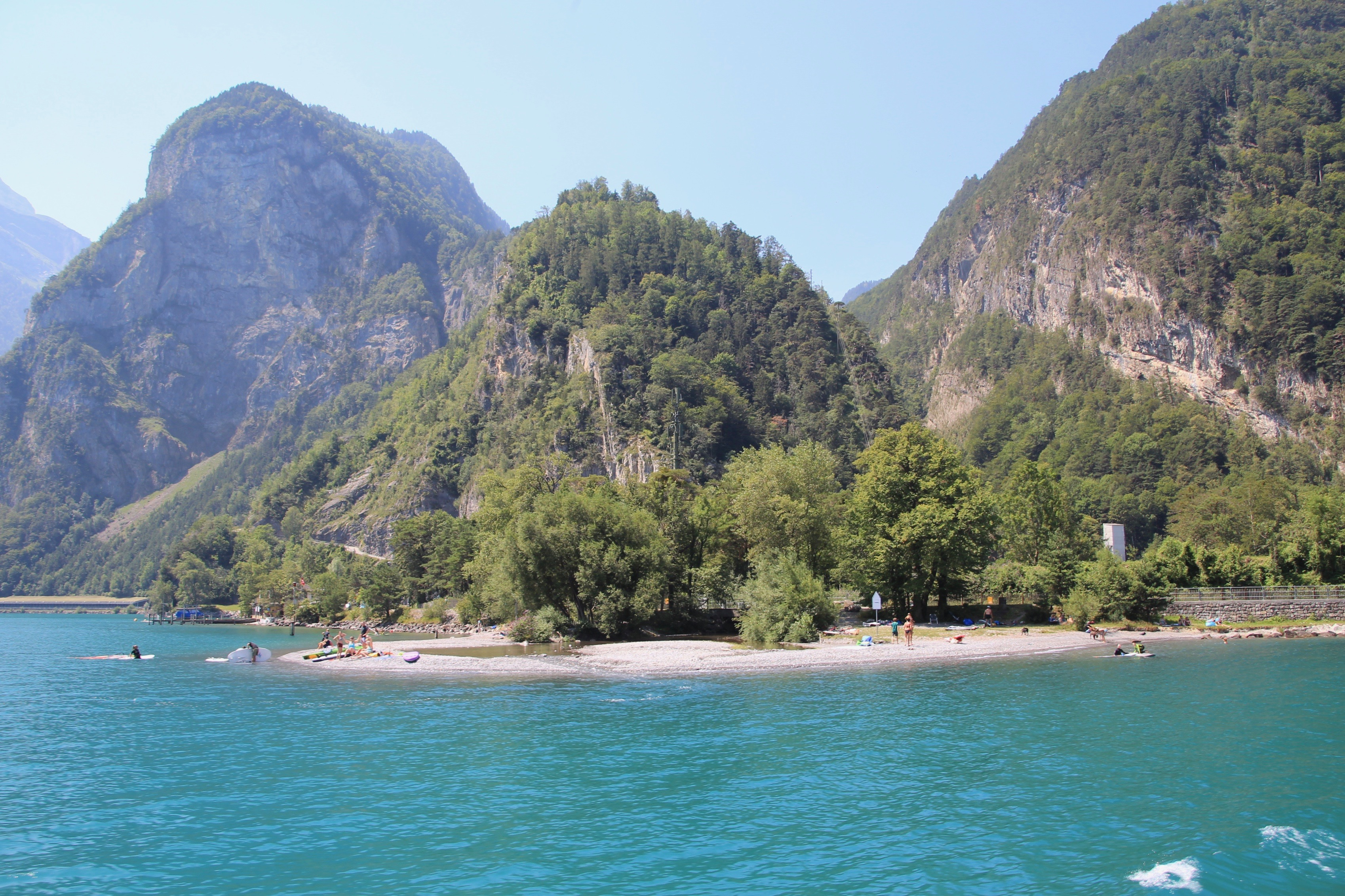
Delta im Urnersee
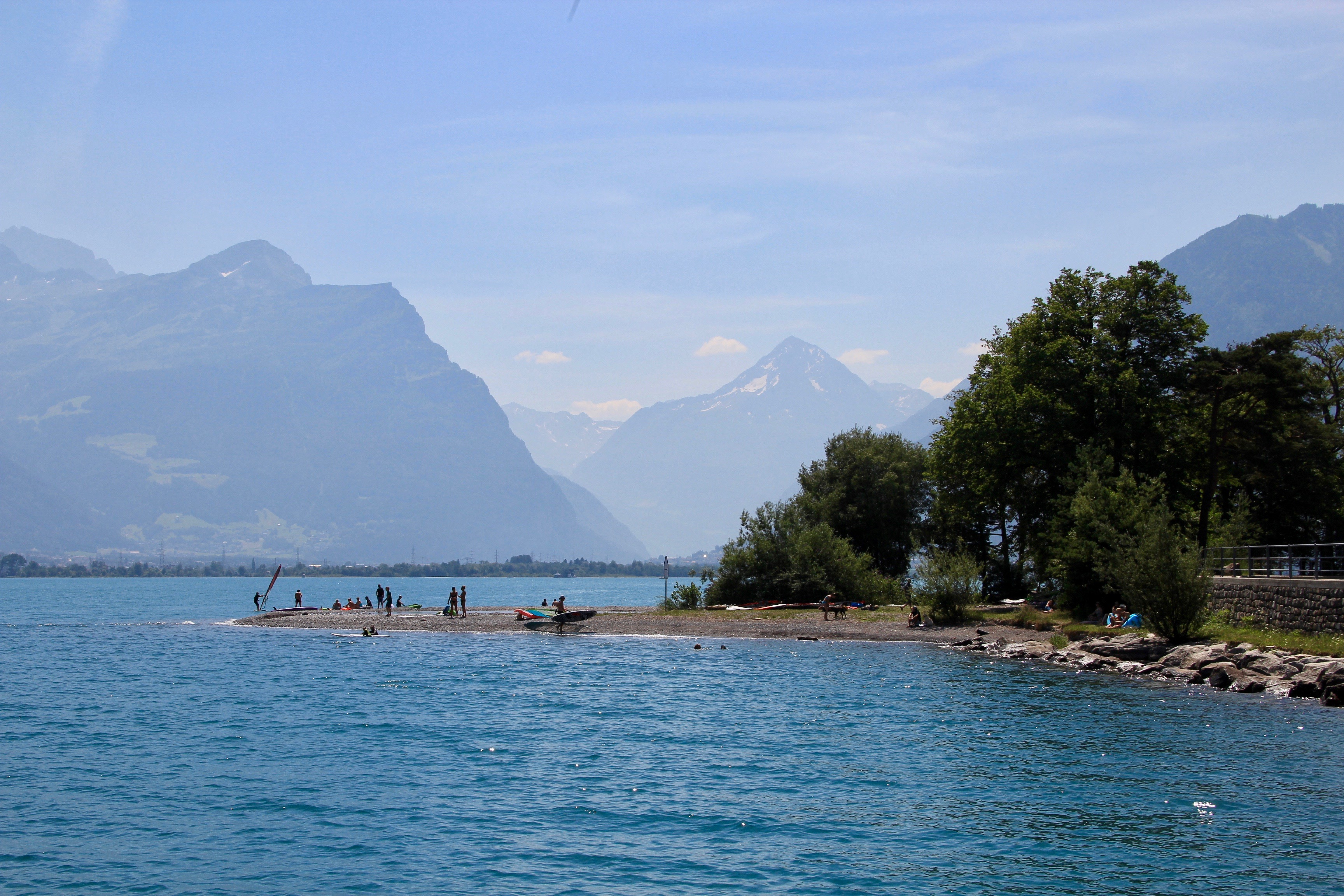
Badeplatz